# Dimako II
Dimako II est un village du Cameroun situé dans le département de la Kadey et la région de l'Est. Il fait partie de la commune de Nguelebok, du canton Kaka Mbondjo.

## Population
En 1966, le village comptait 183 habitants, principalement des kaka.
Lors du recensement de 2012, on y dénombrait 144 personnes.

## Infrastructures
Dimako II dispose notamment d'une forêt communautaire, une école publique, des points d'eau (forage hydraulique, puits), d'un relais de santé communautaire, d'une école parentale.